# Rant and Roar
Rant and Roar er et opsamlingsalbum fra det canadiske folkrockband Great Big Sea. Det blev udgivet i juni 1998, men kun i USA og er en opsamling af numre fra Up og Play. Albummet blev lavet, fordi bandet ønskede at udvide deres fanbase udover Canada. Albumtitlen kommer fra den første linje i den traditionelle sang "The Ryans and the Pittmans", som generelt er mere velkendt en sangens egentlige navn.

## Spor
1. "Ordinary Day" (Alan Doyle, Séan McCann) 3:09
2. "When I'm Up (I Can't Get Down)" (Ian Telfer, Alan Prosser, John Jones) 3:24
3. "Mari-Mac" (Arrangeret af Alan Doyle, Séan McCann, Bob Hallett, Darrell Power) 2:33
4. "End of the World"  (Berry, Buck, Mills, Stipe) 2:42
5. "Fast As I Can" (Alan Doyle) 4:11
6. "The Night Pat Murphy Died" (Alan Doyle) 3:02
7. "Goin Up" (Alan Doyle) 3:12
8. "General Taylor" (Arrangeret af Alan Doyle, Séan McCann, Bob Hallett, Darrell Power) 2:53
9. "Dancing With Mrs.White" (Traditionel) 2:07
10. "Something To It" (Séan McCann) 2:21
11. "Lukey" (Arrangeret af Alan Doyle, Séan McCann, Bob Hallett, Darrell Power) 3:10
12. "The Old Black Rum" (Bob Hallett) 2:29
13. "Rant and Roar" (Traditionel) 2:40
14. "Jolly Beggarman" [skjult bonustrack] (Alan Doyle, Séan McCann, Bob Hallett, Darrell Power) 3:00